# Синополи
Сино̀поли (на италиански: Sinopoli) е село и община в Южна Италия, провинция Реджо Калабрия, регион Калабрия. Разположено е на 510 m надморска височина. Населението на общината е 2115 души (към 2012 г.).